# Ангиобласт
Ангиобласт је ћелија прекурзор васкуларног ендотела која учествује у стварању примитивних крвних судова током ембриогенезе. Први велики крвни судови у ембриону, као што је нпр. леђна аорта, формирају се преко прекурзора ендотелијалних ћелија, ангиобласта. Овај процес назива се васкулогенеза. Локације на којима се прекурзори ендотелне ћелије у почетку окуљају представљају почетну архитектуру васкуларног система ембриона. 

## Маханизам
Накнадно формирање васкуларног система настаје првенствено кроз процес модификације и гранања многобројне капиларне мреже, или у случају мањих крвних судова, клијања из већ постојећих крвних судова преко процеса под називом ангиогенеза.
Васкуларне прекурзорске ендотелне ћелије настале из ангиобласта, које су на почетку расуте по мезодерму, доприносе формирању примарног („примитивног“) васкуларних плексуса. Тако разасуте по мезодерму, ендотелне ћелије могу започети процес стварања незрелих крвних судова на било којој локација где се примарно појаве, или након накнадне миграције на нове локације, физиолошки предодређене за развој крвних судова. Накнадним ангажовањем других типова васкуларних ћелија завршава се процес формирања крвног суда или нових зрелих крвних судова које поседују у потпуности развијену тунику медију.
У овом тренутку, без потпуног одговора су многа питања о успостављању васкуларнe мреже у емриону, и функцији ангиобласта у том процесу. Укључујући ту и сазнања о пореклу васкуларних ћелија и прекурсора (ангиобласта), сигналних рецептора и природе сигналног одговора који они шаљу након примљених информација, како би усмеравале кретање ангиобласта и ендотелних ћелија ка локацијама где се формирају главне васкуларне структуре.